# Общество американских художников
Общество американских художников (англ. Society of American Artists) — объединение американских художников, созданное в 1877 году художниками, покинувшими Национальную академию дизайна из-за неудовлетворённости участия в ней и считавших академию слишком консервативной.

## История

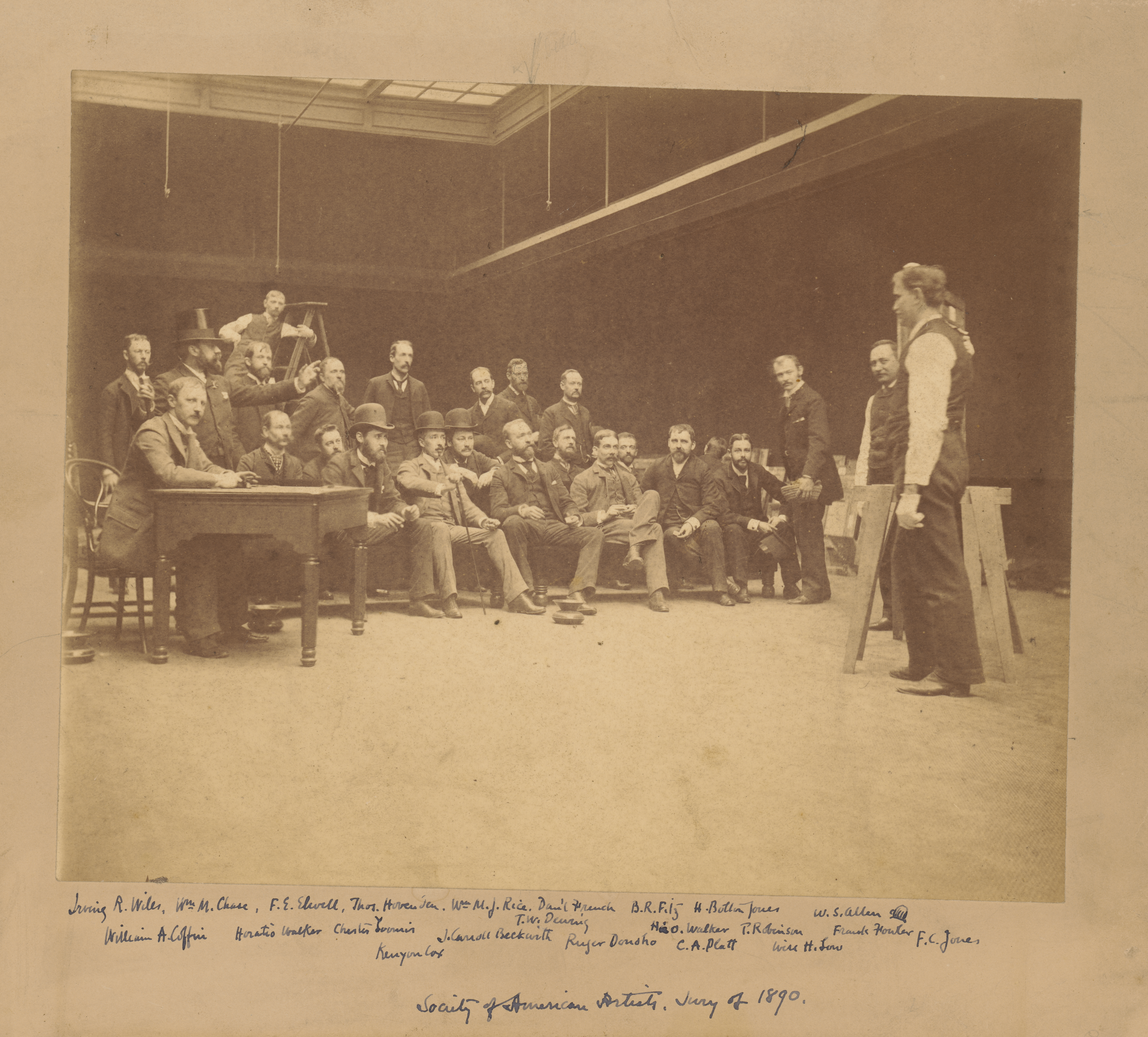
Общество американских художников, 1890 год

Впервые группа начала собираться в 1874 году в доме поэта Ричарда Гилдера и его жены — Хелены (англ. Helena de Kay Gilder). Спустя три года общество официально было создано и одной из его миссий было проведение ежегодных художественных выставок. Первым президентом общества стал художник Уолтер Ширлоу.
Одними из первых в состав нового общества вошли: скульптор Огастес Сент-Годенс; художники Уолтер Ширлоу, Роберт Суэйн Гиффорд, Альберт Райдер, Джон Лафарж, Джулиан Уир, Джон Твахтман и Александр Вайант; дизайнер и художник Луис Тиффани. В итоге многие самые известные художники того времени вошли в состав группы, а некоторые из них имели двойное членство (с Национальной академией дизайна).
Ощущение консерватизма проявилось и в новом объединении, в итоге в 1897 году десять художников отделились от этой группы, образовав новую группу. В конечном счете в 1906 году Общество американских художников слилось с Национальной академией.